# Nuoto ai Giochi olimpici intermedi - 100 metri stile libero
I 100 metri stile libero erano una delle quattro gare del programma di nuoto dei Giochi olimpici intermedi di Atene. Vi parteciparono 17 nuotatori, provenienti da 10 nazioni.

## Risultati
Il primo turno di divideva in due semifinali, che si svolsero il 24 aprile 1906. I primi quattro nella prima batteria e i primi cinque nella seconda erano qualificati per la finale.

### Semifinali

#### I Semifinale
| Posizione | Atleta             | Paese       | Tempo  |
| --------- | ------------------ | ----------- | ------ |
| 1         | Charlie Daniels    | Stati Uniti | 1'17"6 |
| 2         | Cecil Healy        | Australia   | 1'17"8 |
| 3         | Rob Derbyshire     | Regno Unito | ---    |
| 4         | Robert Andersson   | Svezia      | ---    |
| 5         | Albert Bougouin    | Francia     | ---    |
| 6         | Ludvig Dam         | Danimarca   | ---    |
| ritirato  | P. Paraskevopoulos | Grecia      | ---    |

#### II Semifinale
| Posizione | Atleta                | Paese       | Tempo  |
| --------- | --------------------- | ----------- | ------ |
| 1         | Paul Radmilovic       | Regno Unito | 1'41"0 |
| 2         | Zoltán Halmay         | Ungheria    | 1'43"0 |
| 3         | Marquard Schwarz      | Stati Uniti | ---    |
| 4         | Hjalmar Johansson     | Svezia      | ---    |
| 5         | József Ónody          | Ungheria    | ---    |
| 6         | Harald Julin          | Svezia      | ---    |
| ritirato  | Georg Hoffmann        | Germania    | ---    |
| ritirato  | Mario Albertini       | Italia      | ---    |
| ritirato  | Vasilios Leontopoulos | Grecia      | ---    |
| ritirato  | Spyridōn Tzetzos      | Grecia      | ---    |

### Finale
Si svolse il 25 aprile 1906. La finale fu una corsa a due tra Daniels e Halmay; lo statunitense vinse sull'ungherese di solo una iarda. Il terzo classificato, Healy, si staccò da loro di 20 iarde.
| Posizione | Atleta            | Paese       | Tempo       |
| --------- | ----------------- | ----------- | ----------- |
|           | Charlie Daniels   | Stati Uniti | 1'13"0 (OR) |
|           | Zoltán Halmay     | Ungheria    | ---         |
|           | Cecil Healy       | Australia   | ---         |
| 4         | Paul Radmilovic   | Regno Unito | ---         |
| 5         | Rob Derbyshire    | Regno Unito | ---         |
| 6         | József Ónody      | Ungheria    | ---         |
| 7         | Marquard Schwarz  | Stati Uniti | ---         |
| 8         | Hjalmar Johansson | Svezia      | ---         |
| 9         | Robert Andersson  | Svezia      | ---         |